# Adelpha plesaure
Espèce
Adelpha plesaure  est une espèce de papillons de la famille des Nymphalidae, sous famille des Limenitidinae et du genre Adelpha.

## Dénomination
Adelpha plesaure a été décrit par Jacob Hübner en 1823.

### Sous-espèces
- Adelpha plesaure plesaure; présent au Brésil.
- Adelpha plesaure phliassa (Godart, [1824]); présent en Bolivie, en Équateur, au Brésil, au Pérou, au Surinam et en Guyane[2].
- Adelpha plesaure pseudomalea Hall, 1938; présent au Venezuela
- Adelpha plesaure symona Kaye, 1925; présent à Trinité-et-Tobago[1].

### Noms vernaculaires
Adelpha plesaure se nomme en anglais Pleasure Sister.

## Description
Adelpha plesaure est un papillon d'une envergure d'environ 48 mm, aux ailes antérieures très légèrement festonnées et postérieures festonnées. Le dessus est marron rayé de marron plus foncé, marqué aux ailes antérieures d'une large bande jaune indentée allant du bord costal au bord interne cette dernière partie étant blanche et aux ailes postérieures d'une bande blanche du bord costal au bord interne.
Le revers est rayé de marron roux et de gris es et avec les mêmes larges bandes mais de couleur crème aux ailes antérieures, blanche aux ailes postérieures.

## Biologie
{{..}}

## Écologie et distribution
Adelpha plesaure est présent en Bolivie, en Équateur, au Brésil, au Pérou, au Venezuela, à Trinité-et-Tobago, au Surinam et en Guyane,.

### Protection
Pas de statut de protection particulier.